# Карашинђерђ
Карашинђерђ (алб. Karashëngjergj) је насељено место у општини Призрен, на Косову и Метохији. Према попису становништва из 2011. у насељу је живело 1.099 становника.

## Становништво
Према попису из 2011. године, Карашинђерђ има следећи етнички састав становништва:
| Националност | 2011.          |
| Албанци      | 1.095 (99,64%) |
| Срби         | 2 (0,18%)      |
| непознато    | 2 (0,18%)      |
| Укупно       | 1.099          |

| Демографија | Демографија | Демографија |
| Година      | Становника  | Становника  |
| ----------- | ----------- | ----------- |
| 1948.       | 481         |             |
| 1953.       | 522         |             |
| 1961.       | 605         |             |
| 1971.       | 805         |             |
| 1981.       | 914         |             |
| 1991.       | 920         |             |
| 2011.       | 1.099       |             |